# Miroslav Šrámek
Miroslav Šrámek (1896 – 29. března 1942) byl účastník protinacistického odboje, vedoucí odbojové skupiny bratří Šrámků. Spolu se svým bratrem Otakarem Šrámkem byl aktivním podporovatelem členů výsadku Anthropoid.

## Život
Miroslav Šrámek se narodil v roce 1896. Za první světové války prošel československými legiemi v Rusku. Byl aktivní v Sokole, v Námestove na Slovensku byl starostou Sokola, potom člen Sokola ve Strašnicích. Pracoval jako vrchní revident a vedoucí pozemkových knih u Zemského soudu na Ovocném trhu v Praze I - Starém městě (dnes v budově sídlí Obvodní soud pro Prahu 1 a Obvodní soud pro Prahu 7, adresa: Ovocný trh 587/14).

### V odboji
Za německé okupace se Miroslav Šrámek spolu se svým bratrem Otakarem Šrámkem zapojil do protinacistického odboje. Jeho bratr Otakar byl za protektorátu zaměstnán ve zbrojní továrně ing. Františka Janečka v Pražské Michli (podél dnešní ulice Budějovická), která byla od začátku německé okupace Čech, Moravy a Slezska začleněna do německé zbrojní výroby. Miroslav Šrámek stál v čele "odbojové skupiny bratří Šrámků". K blízkým spolupracovníkům bratrů Šrámkových patřili Oldřich Frolík a Stanislav Albrecht (oba zaměstnanci Janečkovy zbrojovky), bratři Miroslav Vojtěchovský a Jiří Vojtěchovský, kpt. Karel Pavlík a pplk. Václav Novák. Miroslav Šrámek byl ve spojení se skupinou generála Vojtěcha Luži.
Do skupiny bratrů Šrámkových patřili rovněž bratři Linhartovi. Miroslav Šrámek udržoval kontakty s Otto Linhartem, Zdeňkem Linhartem a také s Jindřichem Klečkou. V červenci roku 1941 Miroslav Šrámek oslovil pplk. Václava Nováka ohledně zprostředkování vhodného místa v Uhříněvsi či okolí, odkud by mohlo být radiotelegraficky vysíláno do Londýna. Václav Novák mu k tomuto účelu nabídl svůj uhříněveský byt v Riegrově (dnes Lidického) ulici, odkud poté několikrát vysílala radiostanice Sparta I. V červenci až září 1941 vysílala Sparta I ze statku bratří Vojtěchovských v pražských Strašnicích v Katteho ulici čp. 12 (dnes Ke Strašnické 13, Praha 10 – Strašnice). Sem v zimě a na jaře roku 1942 docházeli Miroslav a Otakar Šrámkovi a účastnili se schůzek odbojářů, mezi nimiž byli např. Oldřich Frolík, kpt. Karel Pavlík, pplk. Novák, Ladislav Vaněk a výsadkáři Jan Kubiš, Jozef Gabčík, Josef Valčík a další.
V domě Miroslavova bratra Otakara a jeho manželky Anny nacházeli občasný azyl rtm. Gabčík s rtm. Kubišem. Byl zde také ukryt jeden z jejich padáků.
V únoru 1942 požádal Miroslav Šrámek pplk. Václava Nováka o další spolupráci. Potřeboval vyhledat místo, kde by anglická letadla mohla shodit zbraně, případně vysílací stanici či vytyčit doskokovou plochu pro další výsadky z Velké Británie (např. Out Distance). Informační schůzka proběhla u Vojtěchovských, zúčastnili se jí také O. Frolík, kpt. Pavlík, pplk. V. Novák, rtm. Kubiš, rtm. Gabčík. V Uhříněvsi se Miroslav Šrámek scházel s odbojáři v bytě pplk. Václava Nováka a u místa zvaného "Tři kameny" (rozcestí U tří kamenů), aby v okolí remízku na vršku Jankov vytyčili místa pro signalizační světla. Na začátku března 1942 u Jankova dvakrát čekali na přílet letadla. Ta však nepřiletěla a zdejší doskokové plochy nakonec využity nebyly.

### Dopadení, smrt
Gestapo se dostalo na stopu Miroslava Šrámka již v březnu 1942. Při zatýkání 29. března 1942 spáchal sebevraždu otrávením. Hlavou odbojové skupiny bratří Šrámkových se poté stal jeho bratr Otakar. Ten byl zatčen 21. září 1942 a špinavou hrou donucen gestapem, aby se podílel na dopadení Oldřicha Frolíka. Nakonec byl odeslán do koncentračního tábora v Osvětimi, kde v závěru pochodu smrti zemřel 22. února 1943.

## Připomínka
- Jméno Miroslava Šrámka je uvedeno na pamětní desce umístěné na schodišti v budově Obvodního soudu pro Prahu 1 a 7 na adrese Ovocný trh 587/14, Praha I-Staré Město. Na desce je nápis: "NAŠE OBĚTI ODBOJE: JUDR. ANTONÍN ŠAŠEK +15.12.1941, MIROSLAV ŠRÁMEK +29.3.1942, JUDR VLADIMÍR MIKULEC +10.7.1942. NEZAPOMENEME!"[3]
- Jeho jméno je uvedeno na pamětní desce obětem 2. světové války na průčelí budovy strašnické sokolovny, na adrese Saratovská 400/4, 100 00 Praha 10 – Strašnice. Na desce je nápis: "ZA NAŠÍ SVOBODU ŽIVOT POLOŽILI 1939 – 1945 (následuje výčet jmen) ŠRÁMEK MIROSL.[12]

## Galerie

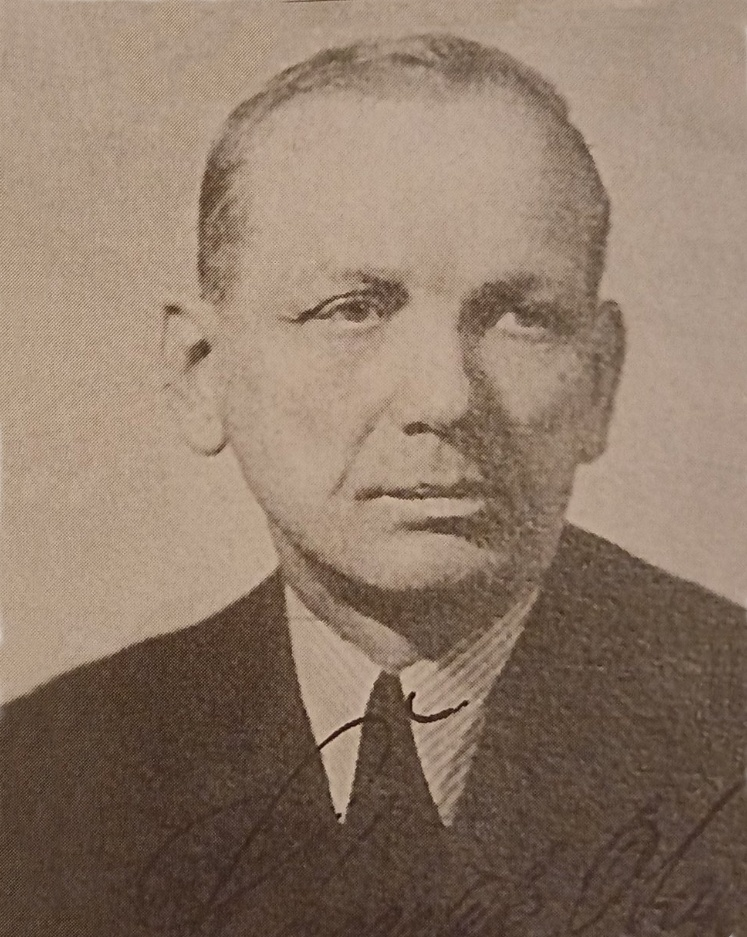
Bratr Otakar Šrámek
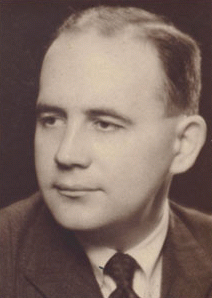
Spolupracovník v odboji Oldřich Frolík
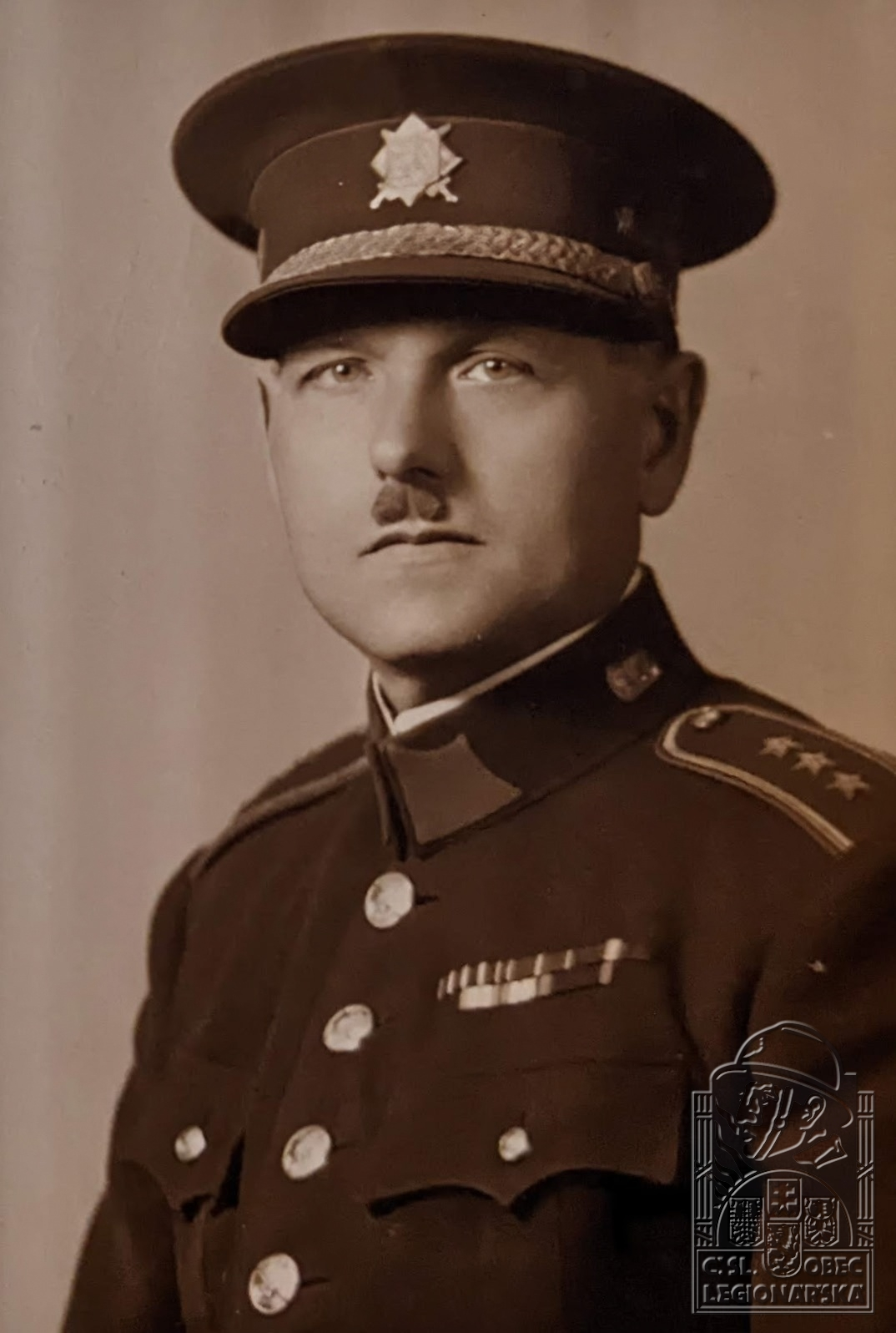
Spolupracovník v odboji pplk. Václav Novák
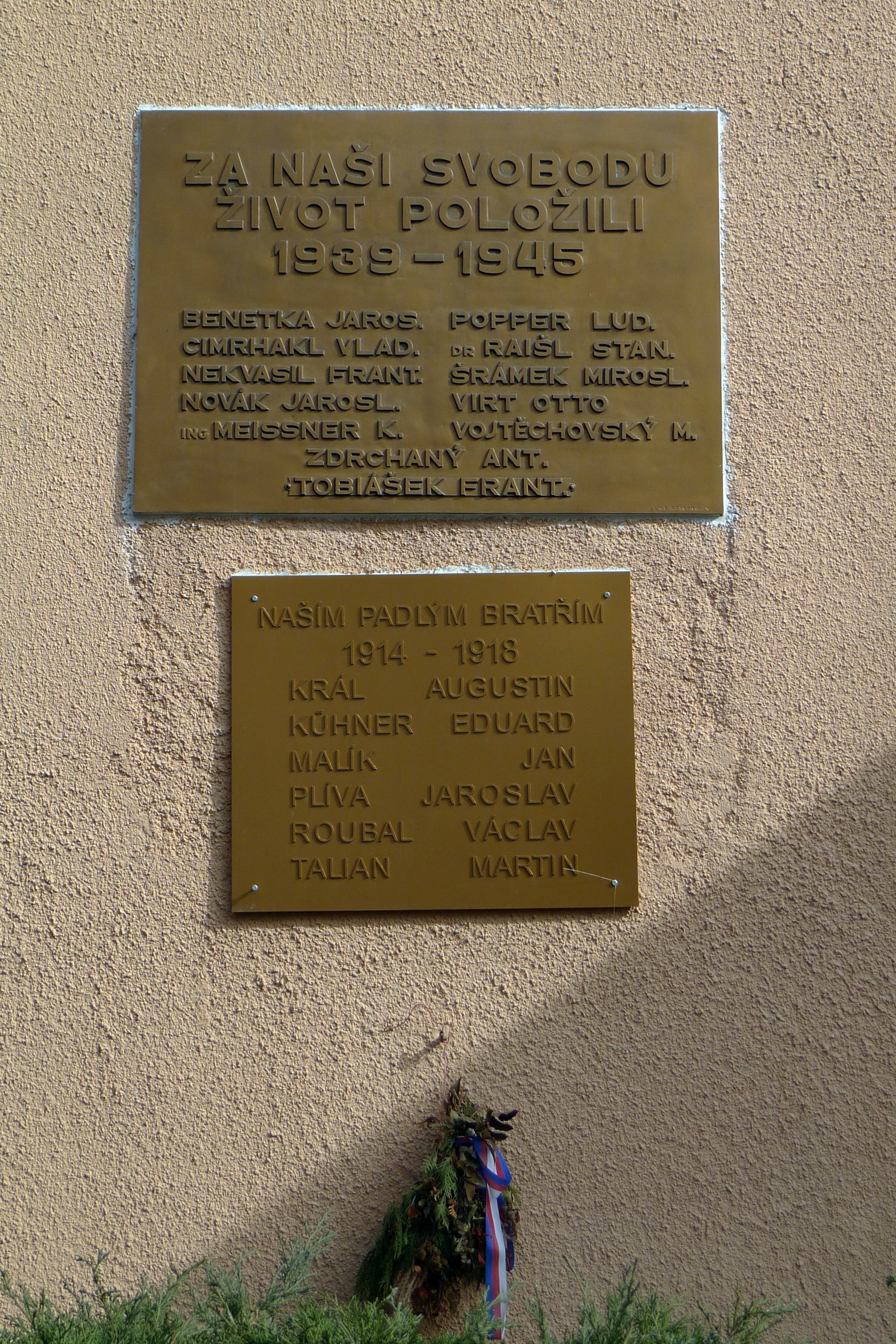
Pamětní deska na budově strašnické sokolovny se jménem Miroslava Šrámka